# El Caballero de París

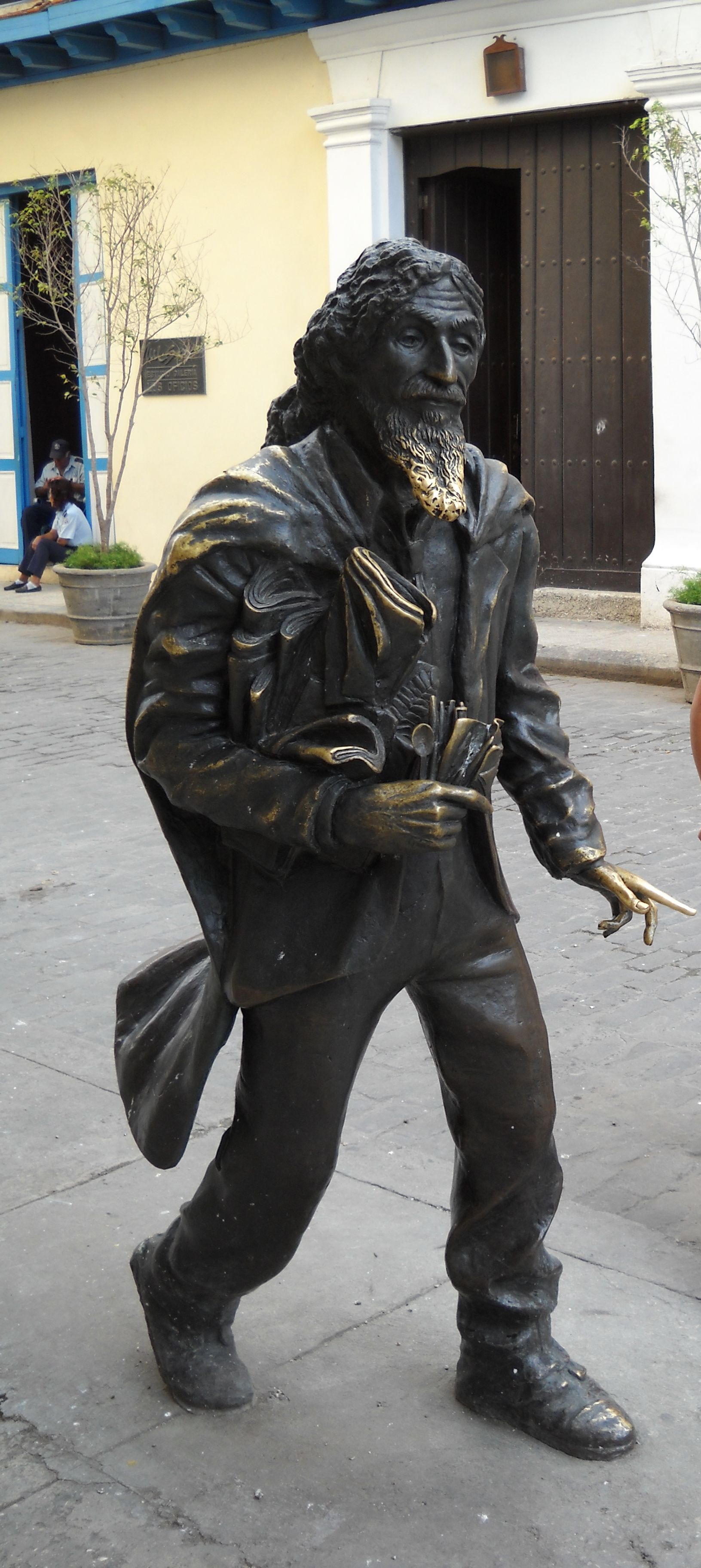
Estátua em homenagem ao El Caballero de París

José María López Lledín (nascido em 30 de dezembro de 1899, falecido em 11 de julho de 1985), conhecido como El Caballero de París foi um habitante doente mental de Havana, Cuba. Foi um paciente do Hospital Psiquiátrico de La Habana Comandante Doctor Eduardo Bernabé Ordaz Ducunge, e foi diagnosticado com parafrenia confabulatória. Vagava pelas ruas de Havana e ficou conhecido e popular. Ele é retratado em uma estátua de bronze de José Villa Soberón.

## References
1. ↑  «El Caballero de Paris». www.cubagenweb.org (em inglês). Consultado em 8 de outubro de 2018
2. ↑  «Untitled Document». www.revistahph.sld.cu. Consultado em 8 de outubro de 2018
3. ↑  «PsycNET». psycnet.apa.org (em inglês). Consultado em 8 de outubro de 2018